# アサンプション大学 (タイ)
アサンプション大学(タイ語: มหาวิทยาลัยอัสสัมชัญ)（英語: Assumption University）は、バンコクに本部を置くタイ王国の私立大学。1969年創立、1990年大学設置。
大学は、1901年からタイで教育活動に携わってきた聖ガブリエル修道会によって運営されている。タイ王国バンコクのフアマークキャンパス、セントラルワールドプラザ内のシティキャンパス、郊外のスワンナプームキャンパスの三箇所にキャンパスを持つ。同大学はタイで一番初めに海外留学生への教育プログラムを整えた大学であり、現在でもインド、中国、ミャンマー、ロシア、バングラデシュ、パキスタン、そのほかのアジアの国々から多くの海外留学生が学んでいる。その中でも中国、インドからの留学生が多数。またアメリカ合衆国やヨーロッパの大学との交換留学プログラムもある。

## 沿革

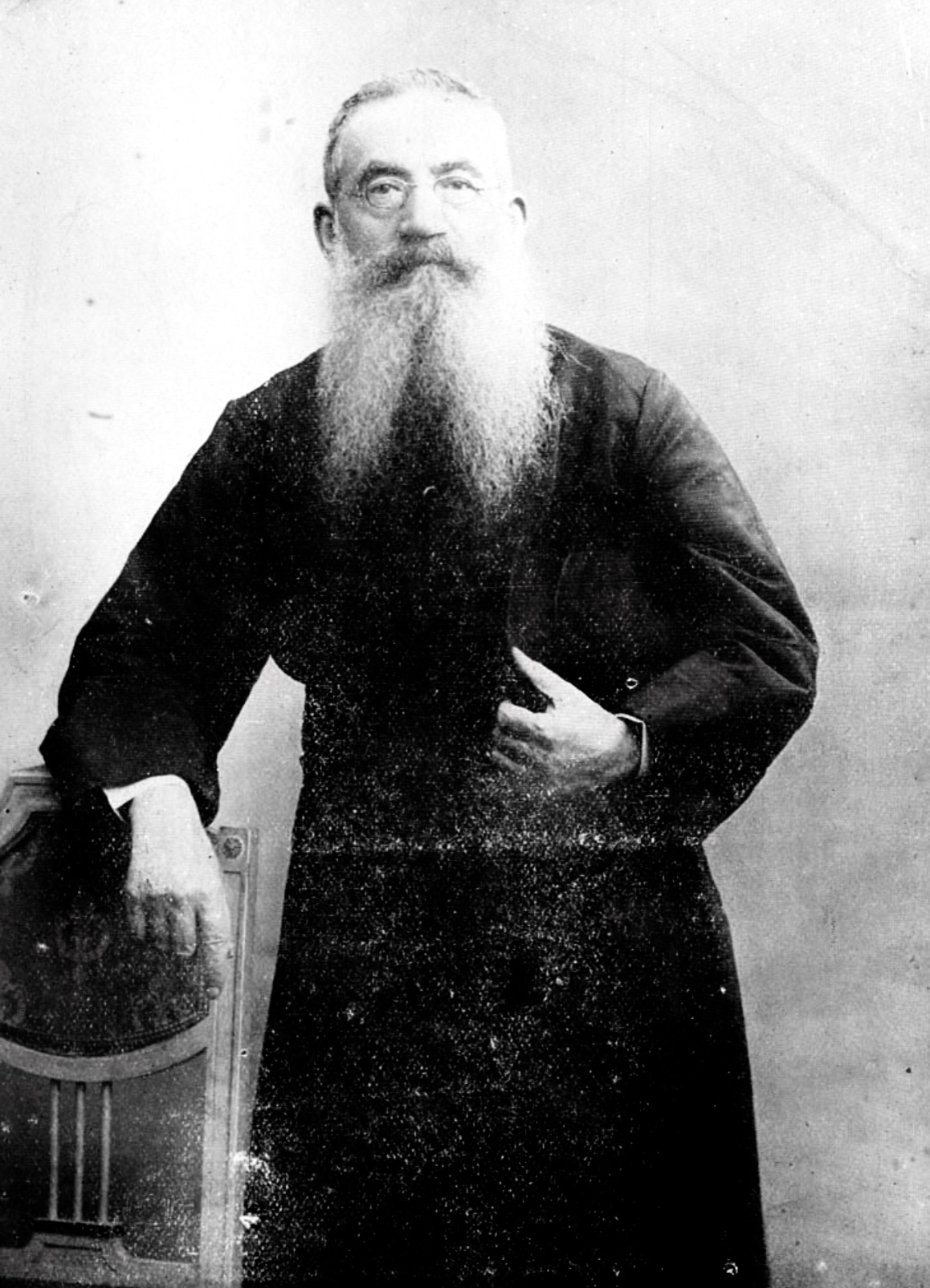
Rev. Fr. Emile August Colombet

アサンプション大学は、牧師・エミール・ジェネスト・オーガスト・コロンベットによって設立された、タイで3番目に古い学校であるアサンプション・カレッジを起源とする。
1938年にはアサンプション商業学校（Assumption Commercial College :ACC）から独立して、高等教育機関アサンプション経営学校（Assumption School of Business）が設置された。
1972年に政府教育省の承認を受け、アサンプション経営学カレッジ（Assumption Business Administration College：ABAC)に改称。同校はタイで最初の英語プログラムとビジネススクールとなり、タイの有名な起業家と政治家を輩出した。1990年11月22日に大学庁に大学として承認され、現在のアサンプション大学に改称した。
現在、大学はスワンナプーム地域にキャンパスを拡張している。キャンパスはゴシック様式の校舎と自然豊かな環境で、「公園の中の大学」と呼ばれている。

## 施設

### キャンパス
- フアマークキャンパス：バンコク・バーンカピ区 フアマーク地区 ラームカムヘーン通り24 ソーイ・ラームカムヘーン 592/3（592/3 ซอยรามคำแหง 24 ถนนรามคำแหง แขวงหัวหมาก เขตบางกะปิ กรุงเทพมหานคร）
- スワンナプーンキャンパス：サムットプラーカーン県 バーンサオトン郡 バーンナー・トラート通り（ถนนบางนา-ตราด อำเภอบางเสาธงจังหวัดสมุทรปราการ）
- シティ・キャンパス-セントラルワールドプラザ内

## 知恵の座

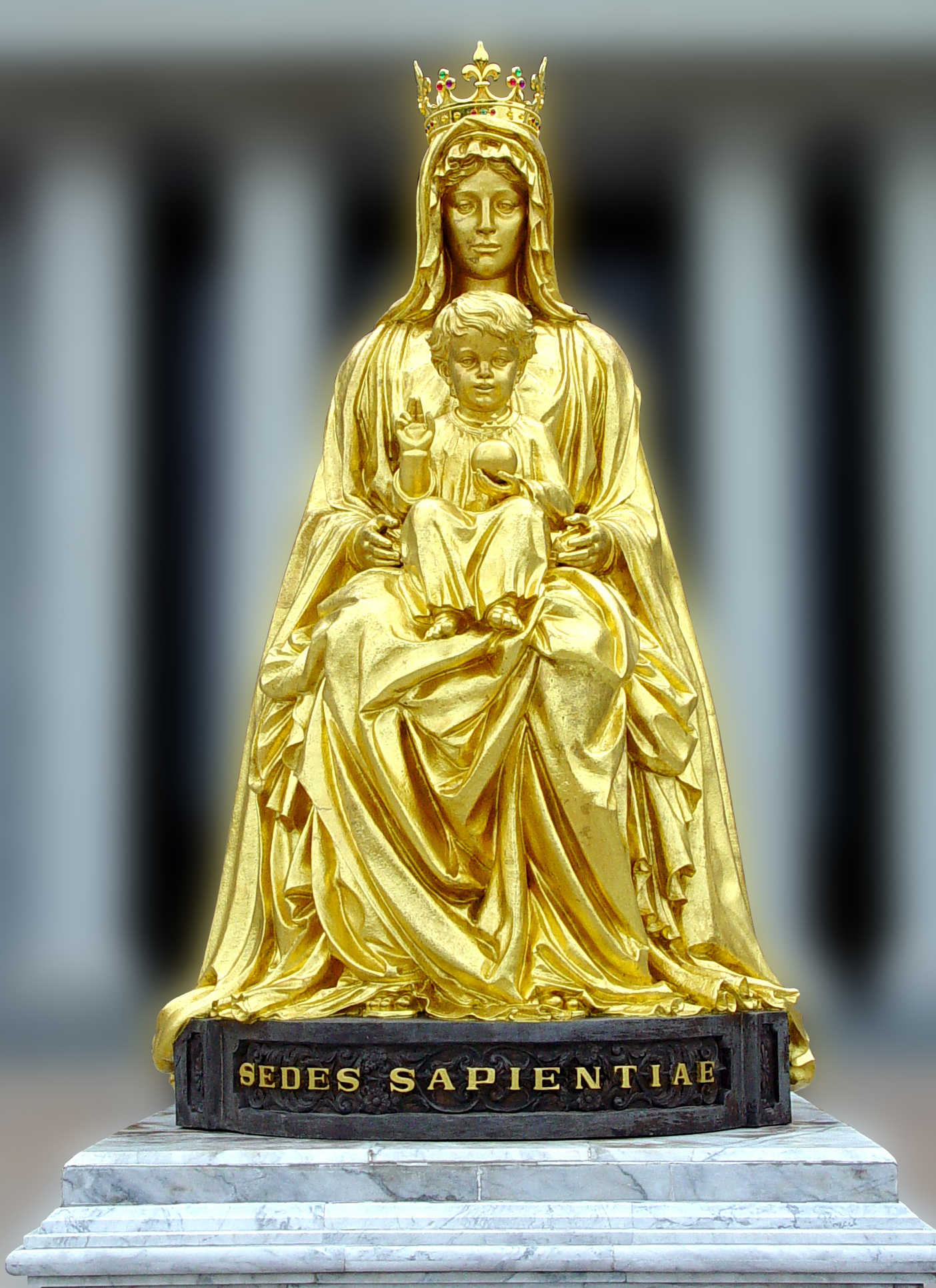
Sedes sapientiae

キリスト教徒が聖母マリアを「知恵の座」（「セデス・サピエンティエ」、ラテン語: Sedes Sapientiae）として崇拝することは、何世紀にもわたって受け継がれてきた伝統である。
キリスト教の信念によれば、特にセントルイスマリードゥモンフォールによって教えられているように、キリストは王位に座る知恵である。これは一方で、キリストの母がすべての科学の最高の知恵の住む場所であることを意味する。一方、大学は母校、つまり「知識の住む場所」でもある我々の母であり、この文脈では、キリストの母を賛美するという宗教的な意味に加えて、さらに別の意味を持つ「アサンプション」がある。タイ語で「อัสสัมชัญ」、すなわち「知識を守ることの住まい」。確かに、「アサンプション大学」は知恵の場所である。
像は2000年12月8日にマイケル枢機卿ミチャイキツブンチュによって祝福された。この同じ機会に枢機卿は他の大学の建物も祝福した。金細工職人は、聖母マリアの像のために純金の王冠を作るように依頼された。2001年8月15日、この金の王冠は恵み司教ローレンス・ティエンチャイ・サマンチットによって祝福された。カトリック教会のカレンダーによると、8月15日は聖母マリアの被昇天の饗宴のためにマークされている。大学はこの8月の現象の名を冠しているので、毎年熱心に祝われるのは当然である。この機会を厳粛にするために、2001年に大学の学長は、聖母被昇天の前夜に像を戴冠させ、聖母マリアを大学の母と女王として称える特別な式典を作成した。

## 教育

### 学部
- 経営学部
- 経営経済学部
- 人文学部
- コミュニケーションアート学部
- 法学部
- 工学部
- 科学技術学部
- 看護学部
- 建築学部
- 音楽学部
- バイオテクノロジー学部

### 大学院
- ビジネス大学院
- 教育学大学院
- 情報技術学大学院
- 哲学宗教大学院
- 心理学大学院
- 英語学大学院
- インターネット遠隔教育大学院（修士課程）

## 研究所
- ABACポール研究所
- ABAC 消費者物価指数
- ABAC イノベーション、創造性、企業
- ABAC ビジネス法および諮問のセンター
- ABAC 経営と事業分析における社会イノベーション
- 孔子学院
- 組織開発の研究所
- パンナムインターナショナルフライトアカデミー（英語版）
- 清華大学– ABAC、アセアン経済共同体の研究所
- 研究所および学術サービス

## 主な卒業生

### 王室
- スティダー王妃

### 政治家
- タリイヌッシ・チェントン（タイ語版） タイの教育大臣
- スクモン・クンプ—ム（タイ語版） 元タイの文化大臣
- ウィチチャイ・サグアンワォンチャイ（タイ語版）  元タイの産業省の副大臣、タイの民主党の衆議院議員
- サラワゥット・ペットパノッムポン（タイ語版） 元タイの情報通信技術省の長官、タイ貢献党の衆議院議員
- パティマ・ジェエラパエト（タイ語版） 元首相官邸大臣の顧問
- ニチワット・チャンサワァン（タイ語版） 元タイ国民発展党の衆議院議員

### 外交官
- シラパット モンコンナウィン ドーハ市のタイ大使館の代理大使

### ビジネス
- タッサポン・ベレーウェル Thai Air Asiaの最高経営責任者
- アシコッム・タェッブシリ PTT傘下のタイ・オイル会社の最高経営責任者
- タナワット・スタッムパン タイのMicrosoftの取締役社長

### スポーツ選手
- ヤオワパー・ブラポンチャイ（เยาวภา บุรพลชัย）- 2004年夏季オリンピック テコンドー女子47-51kg級 銅メダリスト

### 芸能
- ガウィン・キャスキー- 俳優
- ワスソーン・チャイジンダ- 俳優
- タナウィン・ティーラプーコーソン- 俳優
- タナブーン・ワンロプシリナーン- 俳優
- サクシット・ウェーチャスパーポン（ศักดิ์สิทธิ์ เวชสุภาพร）
- ケートゥリィア・イングリッシュ（แคทรียา อิงลิช）